# Class 322
De Class 322 is een in Groot-Brittannië gebruikt treinstel bestemd voor personenvervoer.